# Abdulellah Al-Malki
Abdulellah Al-Malki (en árabe: عبدالإله المالكي‎; Taif, Arabia Saudita, 11 de octubre de 1994) es un futbolista saudí. Juega de centrocampista y su equipo es el Al-Ettifaq Club de la Liga Profesional Saudí. Es internacional absoluto por la selección de Arabia Saudita desde 2019.

## Trayectoria
Formado en las inferiores del Al-Wehda, fue promovido al primer equipo en la temporada 2014-15. En sus cinco años en el club ganó dos ascensos a primera división, uno en 2014-15 y otro en la 2017-18. En 2019 fichó por el Al-Ittihad, club donde disputó 81 encuentros en tres años.
El 22 de enero de 2022 se unió al Al-Hilal. En este equipo estuvo dos temporadas y media y en julio de 2024 fue cedido al Al-Ettifaq Club.

## Selección nacional
Al-Malki debutó con la selección de Arabia Saudita el 10 de octubre de 2019 contra Singapur por la segunda ronda de la clasificación para la Copa Mundial de Fútbol de 2022. Formó parte del plantel que logró el segundo lugar en la Copa de Naciones del Golfo de 2019.
Fue convocado a la Copa Mundial de Fútbol de 2022.

### Participaciones en copas continentales
| Copa                               | Sede  | Resultado        |
| ---------------------------------- | ----- | ---------------- |
| Copa de Naciones del Golfo de 2019 | Catar | Segundo lugar    |
| Copa Asiática 2023                 | Catar | Octavos de final |

### Participaciones en Copas del Mundo
| Copa                           | Sede  | Resultado    |
| ------------------------------ | ----- | ------------ |
| Copa Mundial de Fútbol de 2022 | Catar | Primera fase |

## Clubes
| Club                     | País           | Año           |
| ------------------------ | -------------- | ------------- |
| Al-Wehda                 | Arabia Saudita | 2014-2019     |
| Al-Ittihad               | Arabia Saudita | 2019-2022     |
| Al-Hilal                 | Arabia Saudita | 2022-presente |
| Al-Ettifaq Club (cedido) | Arabia Saudita | 2024-presente |

## Palmarés

### Títulos nacionales
| Título                            | Club     | País           | Año     |
| --------------------------------- | -------- | -------------- | ------- |
| Liga Príncipe Mohammad bin Salman | Al-Wehda | Arabia Saudita | 2017-18 |
| Liga Profesional Saudí            | Al-Hilal | Arabia Saudita | 2021-22 |